# Guerrier de Moixent
Le Guerrier de Moixent est une petite figure en bronze d'origine ibérique, datant du Ve ou IVe siècles av. J.-C. Elle représente un guerrier armé à cheval, et fut trouvée dans le site archéologique de La Bastida de les Alcusses, près de Moixent, au sud de la province de Valence, Espagne.
Actuellement le Guerrier est conservé au Musée de la préhistoire de Valence, dans la salle consacrée à la culture ibérique.
Avec la dame d'Elche, elle est une des trouvailles les plus importantes de la culture ibérique au Pays Valencien.

## Découverte
La figurine a été découverte le 21 juillet 1931 lors des fouilles de l’ancienne cité ibérique de La Bastida de les Alcusses, importante ville de la région des Contestans. Ce site fut découvert en 1909, mais les fouilles n'ont commencé qu'en 1928. On a trouvé beaucoup de pièces de grande valeur archéologique. 
La Bastida se situe sur un sommet du terme municipal de Moixent (Valence). La cité ou oppidum aurait été fondée vers la fin du Ve et le début du IVe siècles av. J.-C.. Trois générations plus tard, la cité est complètement abandonnée après un conflit violent.

## Description
La statuette, qui mesure 7,3 cm de hauteur, est réalisée en bronze, excellente d'un point de vue technique, a la surface lisse et une patine vert foncé. 
Il s'agit d'un guerrier nu assis sur un cheval, représentant un personnage de l’élite équestre ibérique. Il tient les attributs caractéristiques du guerrier : la falcata ou épée ibérique, sur sa ma main droite, un bouclier rond (caetra) sur la gauche, mais sans doute le plus caractéristique est son casque à grand panache. 
Le cheval, quant à lui, présente des détails sur la tête (oreilles pointues, yeux, bouche entrouverte), ainsi qu'une longue crinière et une queue arrivant au sol.

## Symbolisme
Il semblerait qu’il s'agit d'un ex-voto, c’est-à-dire, une offrande aux dieux qu’on dépose dans les sanctuaires ou lieux de culte. D'autres interprétations proposent l'hypothèse d'une sculpture funéraire qui pourrait servir au défunt dans son passage à l'autre vie, ou bien comme remerciement aux divinités pour les faveurs accordées.
Avec le temps, le Guerrier est devenu un symbole identitaire de la ville de Moixent et de tout le Pays Valencien. En 1977, à l’occasion du 50e anniversaire du Service d'investigation préhistorique, le Guerrier devient aussi le logotype du Musée.